# Niclas Carlsson
Niclas Carlsson, född 1971, är en svensk manusförfattare och regissör bosatt i Stockholm. 2013 grundade han produktionsbolaget FLX tillsammans med Felix Herngren och Pontus Edgren.
Carlsson har skrivit manus till flera prisbelönta TV-produktioner.
Innan Carlsson började arbeta med film och TV var han under många år i verksam i reklambranschen som copywriter och creative director. Han arbetade då på flera olika byråer, inklusive Hjärtsjö, Romson och Garbergs. Han arbetade på King i sex år innan han år 2010 gick över till Lowe Brindfors. Där var han creative director innan han helt lämnade reklambranschen år 2012.

## Filmografi (urval)
- 2012 – 2015 Solsidan (TV-serie)
- 2014 Welcome to Sweden (TV-serie)
- 2014 Torpederna (TV-serie)
- 2015 Boy Machine (TV-serie)
- 2018 Sjölyckan (TV-serie)